# Polyplectropus santiago
Polyplectropus santiago là một loài Trichoptera trong họ Polycentropodidae. Loài này có ở Neotropisch và miền Tân bắc.